# Ante Karlsson-Stig
Anders (Ante) Karlsson-Stig, född 3 juli 1885 i Kyrkås i Jämtlands län, död 26 juni 1967 i Undersåkers församling, var en svensk tecknare och grafiker.
Han var son till lantbrukaren Carl Ersson och Elisabeth Enarsson och från 1921 gift med Emilia "Mimmie" Nyström (1888–1951) och från 1953 med författaren Elly Nilsson. Karlsson-Stig studerade vid Tekniska aftonskolan i Stockholm 1901–1902 och vid Konstakademien 1903–1907 där han 1905 även var elev vid etsningsskolan. Han for till Frankrike 1909 och studerade fram till 1910 för Matisse i Paris.Han debuterade med en mindre separatutställning i Östersund 1906 och tillsammans med Helmer MasOlle ställde han ut i Sundsvall, Umeå och Östersund. Hans första större separatutställning visades  i Stockholm 1910 och han ställde därefter ut separat på bland annat Konstnärshuset. Han medverkade i samlingsutställningar med Sällskapet för jämtländsk konstkultur, Svenska konstnärernas förening och med Sveriges allmänna konstförenings utställningar på Liljevalchs konsthall. Hans konst består av figursaker, porträtt och fjällandskap. Bland porträtten märks ett av Wilhelm Peterson-Berger, ett över doktor G Kindberg på Åre fjällkuranstalt samt ett över R Græve på Östersunds lasarett. Karlsson-Stig är representerad vid Moderna museet, Jämtlands läns konstmuseum, Kungliga biblioteket och i porträttsamlingen på Gripsholm.